# ريتشارد وليامز (لاعب كرة قدم)
ريتشارد وليامز (بالإنجليزية: Richie Williams)‏ (و. 1970  م) هو لاعب كرة قدم، ومدرب كرة قدم، من الولايات المتحدة، ولد في نيويورك، يلعب كلاعب وسط.

## روابط خارجية
- ريتشارد وليامز على موقع الاتحاد الدولي (مؤرشف)  (الإنجليزية)
- ريتشارد وليامز على موقع الدوري الأمريكي (الإنجليزية)
- ريتشارد وليامز على موقع قاعدة بيانات كرة القدم.إي يو (الإنجليزية)
- ريتشارد وليامز على موقع ناشيونال فوتبول تيمز (الإنجليزية)